# Victor Antoine Signoret
Victor Antoine Signoret fue un farmacéutico, médico, y entomólogo francés (6 de abril de 1816, París-3 de abril de 1889, ibíd.)
Su padre, médico, dirigía una empresa de productos farmacéuticos. Estudió farmacia, y luego medicina; obteniendo su título de Dr. en 1845 con una tesis titulada: De l'Arsenic considéré sous ses divers points de vue. Comenzó a interesarse en los coleópteros, y hemípteros. Realizó numerosos viajes en Europa y a Anatolia (Asia menor lo que le permite reunir una colección muy grande, que fue adquirida por el Museo de Historia Natural de Viena, aunque hay material importante en el Museo de Historia Natural La Specola en Florencia.
Escribió más de 80 artículos, como
- Revision du groupe des Cydnides (1881-1884)

## Honores
- Miembro de la Société entomologique de France
- Miembro de honor de la Sociedad Entomológica de Londres

## Abreviatura (zoología)
La abreviatura Signoret  se emplea para indicar a Victor Antoine Signoret como autoridad en la descripción y taxonomía en zoología.